# Serge Joncour
Pour les articles homonymes, voir Joncour.
Œuvres principales
- Vu
- U.V., 2003
- L'Écrivain national, 2014
- Repose-toi sur moi, 2016
- Chien-loup, 2018
- Nature humaine, 2020

Serge Joncour est un écrivain français né le 28 novembre 1961 à Paris.

## Biographie
Serge Joncour pratique différents métiers (maître-nageur, publicitaire, etc.), avant de se lancer dans l'écriture. Il publie son premier roman, Vu, en 1998 au Dilettante.
Il obtient le prix France Télévisions en 2003 pour U.V. (adapté au cinéma en 2007 sous le même titre).
Il reçoit le prix de l'Humour noir Xavier Forneret en 2005 pour son livre L'Idole. Le roman fait, en août 2012, l'objet d'une adaptation cinématographique réalisée par Xavier Giannoli. Intitulé Superstar, le film — l'histoire d'un homme qui devient célèbre sans savoir pourquoi — met en scène Kad Merad et Cécile de France. Il est présenté en compétition officielle à la Mostra de Venise 2012.
Il écrit aussi le scénario du film Elle s'appelait Sarah, d'après le roman du même titre en version française de Tatiana de Rosnay, avec Kristin Scott Thomas, sorti au second semestre 2010 sur les écrans en France, Benelux, Espagne et Australie. Lancé aux États-Unis en juillet 2011, il est le film étranger qui remporte le plus grand succès au box-office pour l'année en cours ; il se classe 5e des films français de tous les temps, sortis aux États-Unis.
Serge Joncour est, avec Jacques Jouet, Hervé Le Tellier, Gérard Mordillat et bien d'autres artistes et écrivains, l’un des protagonistes de l'émission de radio Des Papous dans la tête de France Culture.
Lors de la rentrée littéraire de 2018, il se distingue par son nouveau roman, Chien-loup, lauréat du prix Landerneau des lecteurs la même année. L’histoire se déroule dans le Lot, en pleine campagne, où un couple décide de passer l'été dans une maison isolée afin de s'éloigner des tumultes urbains.
En 2020, il obtient le prix Femina pour Nature humaine.

### Décorations
- Chevalier de la Légion d'honneur le 14 avril 2017[8]
- Chevalier de l'ordre des Arts et des Lettres le 23 mars 2017[9]

## Œuvre

### Romans et nouvelles
- Vu, Le Dilettante, 1998, Folio, 2000 Prix Jean-Freustié 1999[10],[11].
- Kenavo, Flammarion, 2000
- Situations délicates, (nouvelles), Flammarion, 2001
- In vivo, Flammarion, 2002
- U.V., Le Dilettante, 2003 Prix France Télévisions en 2003[12].
Adapté au cinéma en 2007[3] : U.V..
Traduit vers l'allemand par Nathalie Mälzer-Semlinger: Ultraviolett, Klett & Cotta, 2008.
- L'Idole, Flammarion, 2004 Prix de l'Humour noir Xavier Forneret 2005.
Adapté au cinéma en 2012 sous le titre Superstar par Xavier Giannoli.
- Les Collègues, L'idée bleue, 2006
- Que la paix soit avec vous, Flammarion, 2006
- Combien de fois je t'aime, (nouvelles), Flammarion, 2008
- L'Homme qui ne savait pas dire non, Flammarion, 2009
- Bol d'air, Les Éditions du moteur, 2011
- L'Amour sans le faire, Flammarion, 2012 Prix littéraire des Hebdos en Région 2013[13].
- L'Écrivain national, Flammarion, 2014 Prix des Deux Magots 2015[14].      Prix du Salon du Livre de Chaumont, 2015.
- Repose-toi sur moi, Flammarion, 2016 Prix Interallié 2016[15].
Meilleur roman français 2016 du magazine Lire[16].
- Chien-loup, Flammarion, 2018

Prix Landerneau des lecteurs 2018.
Prix du Roman d'Écologie 2019 décerné par la fondation La Fabrique écologique.
- Nature humaine, Flammarion, 2020  (ISBN 978-2-0814-3348-9)

Prix Femina 2020
Prix François Sommer 2021
- Chaleur humaine, Albin Michel, 2023  (ISBN 978-2-226-47834-4)

### Ouvrages collectifs
- D'après l'émission radiophonique Des Papous dans la tête sur France Culture :
  - Les Papous dans la tête, l'anthologie, dir. Bertrand Jérôme et Françoise Treussard, Gallimard, 2007
  - Le Dictionnaire des Papous dans la tête, dir. Françoise Treussard, Gallimard, 2007

## Adaptations cinématographiques
- Trois de ses romans ont été adaptés au cinéma :
  - U.V. (2003), adapté en 2007 par Gilles Paquet-Brenner sous le titre U.V..
  - L'Idole (2004), adapté en 2012 par Xavier Giannoli sous le titre Superstar.
  - L'Amour sans le faire (2012), adapté en 2019 par Jessica Palud sous le titre Revenir, sorti le 29 janvier 2020.